# Yampupata
Yampupata es una localidad lacustre de Bolivia, ubicada en las tierras altas del país. Administrativamente se encuentra en el municipio de Copacabana de la provincia de Manco Kapac en el departamento de La Paz.
El pueblo se encuentra a una altitud de 3.835 m s. n. m. en la orilla del lago Titicaca. Está emplazado en el extremo norte de la península de Yampupata, y es un punto de partida de los viajes turísticos a la isla del Sol,un kilómetro al noroeste, cuyos sitios arqueológicos están íntimamente ligados a la mitología inca.

## Geografía
Yampupata se encuentra en el Altiplano boliviano entre las cadenas montañosas andinas de la Cordillera Occidental al oeste y la Cordillera Central al este.
La temperatura promedio promedio de la región es de 10 °C, la precipitación anual es de unos 600 mm. La región tiene un clima diurno pronunciado, las temperaturas medias mensuales varían sólo ligeramente entre 8 °C en julio y 11 °C en diciembre. La precipitación mensual oscila entre menos de 10 mm en los meses de junio y julio y unos 100 mm de diciembre a febrero.

## Transporte
Yampupata se ubica a 164 kilómetros por carretera al noroeste de La Paz, la sede de gobierno de Bolivia.
La carretera nacional pavimentada Ruta 2 conduce desde La Paz en dirección noroeste a través de Huarina hasta San Pablo de Tiquina en el lago Titicaca, donde los barcos cruzan el estrecho de Tiquina. Luego de otros 40 kilómetros la Ruta 2 llega a Copacabana. Desde aquí, un camino rural sin pavimentar de 17 km recorre hacia el noroeste a lo largo de la costa hasta Yampupata. Desde Yampupata se pueden tomar lanchas que llevan a la isla del Sol, cruzando el estrecho de Yampupata.

## Demografía
La población de la localidad ha aumentado en casi un tercio en la década comprendida entre los dos últimos censos:
| Año  | Habitantes | Fuente |
| ---- | ---------- | ------ |
| 1992 | -          | Censo  |
| 2001 | 279        | Censo  |
| 2012 | 365        | Censo  |

Debido al desarrollo poblacional histórico, la región tiene una alta proporción de población aymara, ya que en el Municipio Copacabana habla 94.3 % de la población que habla el idioma aymara.